# António Teixeira Lopes
António Teixeira Lopes (ur. 27 października 1866 w Vila Nova de Gaia, zm. 21 czerwca 1942 w San Mamede Riba Tua) – portugalski rzeźbiarz. 
António był synem rzeźbiarza José Joaquim Teixeira Lopes e D. Raquel Pereira Meireles Teixeira Lopes, dziedzicząc rodzinne tradycje rzeźbiarskie. Jego brat, José Teixeira Lopes był architektem i współautorem wielu prac. W pracowni swojego ojca spędził lata dzieciństwa, które wpłynęły na dalszy rozwój jego osobowości artystycznej.
W 1882 został przyjęty do Akademii Sztuk Pięknych w Porto, gdzie studiował rzeźbę pod kierunkiem Soares dos Reis i malarstwo pod okiem João Marques de Oliveira. Na trzecim roku nauki wyjechał do Paryża, aby skompletować program studiów. W paryskiej Szkole Sztuk Pięknych miał za profesorów Gauthiera i Bertheta. Otrzymał tam wiele nagród i wyróżnień.
W kolejnych latach ustawicznie organizował ekspozycje swoich prac zarówno w Portugalii jak i w Paryżu.
W roku 1895 zbudował w Vila Nova de Gaia według projektu swojego brata pracownię, gdzie dziś mieści się Dom-Muzeum Teixeira Lopes. Obecnie duża część prac artysty jest tam konserwowana i eksponowana.
Przez długi czas prowadził klasę rzeźby w Szkole Sztuk Pięknych w Porto.
Rzeźbił w glinie, marmurze i brązie, zajmując się tematyką religijną i historyczną.
Spośród jego dzieł na szczególną uwagę zasługuje Dzieciństwo Kaina (A Infância de Caim), Wdowa (A Viúva) oraz Historia (A História).